# Buenaventura Durruti
José Buenaventura Durruti Domínguez (n. 14 iulie 1896, León, Castilia și León, Spania – d. 20 noiembrie 1936, Madrid, Spania) a fost un sindicalist și revoluționar anarhist spaniol. Acesta a fost una dintre cele mai relevante figuri ale anarhismului spaniol și ale organizației sindicale CNT. A murit la începutul Războiului Civil Spaniol, luptând de partea republicană în fruntea unei miliții cunoscută sub numele de Coloana Durruti.

## Biografie

### Primii ani
Durruti s-a născut în León pe 14 iulie 1896, fiind al doilea dintre cei opt copii ai căsătoriei dintre Santiago Durruti, un muncitor feroviar, și Anastasia Domingo. Santa Ana, cartierul în care locuiește de mic, este un loc modest, cu case mici, vechi și locuite de muncitorii orașului.
 

Până la vârsta de opt ani a urmat școala de pe strada Misericordia. Greva tăbăcarilor care a avut loc la León în 1903, care a durat nouă luni, a afectat foarte mult din punct de vedere financiar familia lui Buenaventura Durruti, așa că el și frații săi au mers la școala dedicată familiilor defavorizate a lui Ricardo Fanjul. Despre copilăria lui, Durruti avea să-i scrie în 1927 surorii sale Rosa:
Încă de la cea mai fragedă vârstă, primul lucru pe care l-am văzut în jurul meu a fost suferința, nu numai a familiei noastre, ci și a vecinilor noștri. Din intuiție, eram deja un rebel. Cred că destinul meu a fost decis atunci. 
În 1910, la vârsta de paisprezece ani, a abandonat studiile și a intrat în atelierul lui Melchor Martínez, un socialist care avea o anumită reputație de revoluționar în León, ca ucenic mecanic. Timp de doi ani, Melchor Martínez îl învață bazele mecanicii și ale socialismului și, când consideră că nu mai are ce să-l învețe, Durruti se mută la atelierul lui Antonio Mijé, specializat în ansamblarea mașinilor de spălat mecanice pentru mineralele extrase din mine. În 1913, fiind deja strungar, a intrat în Sindicatul Metalurgiștilor, asociație atașată Uniunii Generale a Muncitorilor (UGT), dar la scurt timp va începe să fie dezamăgit de sfaturile date de liderii formațiunii în cadrul ședințelor ținute, care îl îndemnau spre moderație.

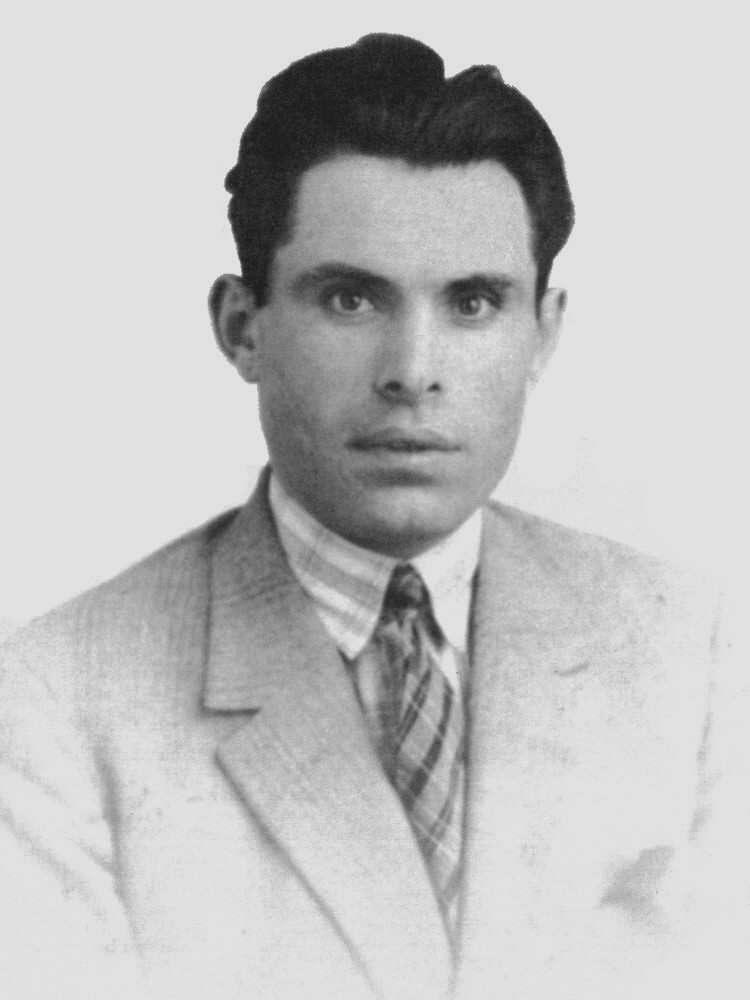
Durruti, cândva între 1920-1930

Neutralitatea spaniolă din timpul Primului Război Mondial stimulează industria și economia spaniolă, deoarece ambele mari alianțe apelează la Spania pentru materii prime și produse finite. Munca în mine se dezvoltă și Durruti, împreună cu alți muncitori, este trimis în orașul Matallana⁠(d) pentru a instala mașinile de spălat minereu. Acolo, minerii intră în grevă din cauza maltratării primite din partea unuia dintre ingineri, cerând demiterea acestuia. Ca măsură de susținere, Durruti refuză să continue cu montajul cât continuă greva minerilor, datorită căreia inginerul este transferat altundeva în cele din urmă. 
La întoarcerea în León, Mijé îi atrage atenția asupra celor întâmplate și îl avertizează că Garda Civilă (un soi de jandarmerie), era interesată de el. Conducătorii Sindicatului Metalurgiștilor l-au mustrat pentru comportamentul său, iar fostul său profesor, Melchor Martínez, îl sfătuiește să emigreze din cauza atitudinii autorităților față de oameni ca el. 
Tatăl său îi obține un post de mecanic de reglaj pe Calea Ferată de Nord și el decide să o accepte. În aceste condiții a fost surprins de Greva Generală Revoluționară din 1917, la care a participat și în timpul căreia s-a remarcat. Din cauza rebeliunii manifestate în timpul grevei menționate, Durruti își pierde locul de muncă la compania de căi ferate. În plus, Consiliul de Administrație al Sindicatului Căilor Ferate (aparținând UGT ), din care era membru, a expulzat grupul de tineri care a dat dovadă de cea mai mare rezistență în timpul grevei, printre care și el, pentru apărarea unor poziții revoluționare și pentru acuzații de indisciplină. .
După aceste evenimente, s-a refugiat pentru scurt timp la Gijón și apoi a trecut granița în Franța, fugind de serviciul militar obligatoriu. A rămas acolo din decembrie 1917 până în ianuarie 1919, continuând în același timp legătura cu alți militanți leonezi. Întors în Spania, s-a alăturat Confederației Naționale a Muncii (CNT) după ce s-a stabilit în La Felguera⁠(d), unde era un număr mare de lucrători în metalurgie și unde anarho-sindicalismul avea o mare influență.
Devenit suspect din cauza activităților sale revoluționare, Garda Civilă l-a arestat și l-a trimis la Coruña, iar de acolo la San Sebastián, sub pretextul descoperirii dezertării sale din armată. La Consiliul de Război a susținut că are o hernie pentru a câștiga niște timp să scape, dar doar după ce și-a rugat sora să obțină ajutor de la prietenii ei din León. În iunie, a plecat din nou în exil în Franța, stabilindu-se la Paris și lucrând în atelierele Renault. El continuă să primească informații despre înțelegerile făcute de guvern cu grupările anarhiste spaniole și despre decizia CNT⁠(d) de a adera la Internaționala a III-a. Această știre l-a încurajat să se întoarcă în Spania în 1920.
S-aa mutat în Barcelona în 1920, unde s-a alăturat CNT. În 1922, împreună cu Juan García Oliver⁠(d), Francisco Ascaso⁠(d) și Ricardo Sanz,⁠(d) a format grupul Los Solidarios , cu care a comis un jaf la Banca Spaniei din Gijón în 1923. El este, de asemenea, acuzat de uciderea cardinalului de Zaragoza, Juan Soldevila y Romero. Trebuie să fugă în Argentina și apoi în Chile, unde, împreună cu colegii anarhiști, comite primul jaf de bancă din istoria acelei țări. Jaful face parte dintr-o campanie de adunare de resurse și de eliberare a colegilor care sunt închiși în Spania. Apoi, își continuă călătoria prin alte țări latino-americane și europene. În Franța este închis alături de Francisco Ascaso și Gregorio Jover pentru participarea la activitățile revoluționare din Spania, motiv pentru care apare o mare campanie internațională în favoarea amnistiei sale, care se încheie cu eliberarea celor trei prizonieri anarhiști.
În 1931 s-a întors în Spania și s-a alăturat facțiunii Faísta a CNT, adică cel mai apropiat de Federația Anarhistă Iberică (FAI) și beligerant cu Republica a Doua, luând parte la insurecția din Figols din 1932 și 1933. A fost arestat la Barcelona în după-amiaza zilei de 13 decembrie 1933, ca urmare a răscoalei anarho-sindicaliste. Guvernul republican l-a deportat preventiv, împreună cu alți anarho-sindicaliști, în Guineea Ecuatorială și Insulele Canare, pe vasul comercial Buenos Aires.
De-a lungul întregii perioade republicane a participat activ la greve, mitinguri și conferințe pe întreg teritoriul Spaniei și a fost închis de mai multe ori.

### Acțiunile sale în Războiul Civil Spaniol
Când a izbucnit Războiul Civil în 1936, Durruti a fost unul dintre principalii protagoniști ai evenimentelor revoluționare din iulie, făcând parte din grupul Nosotros (succesori ai Los Solidarios) și din conducerea apărării orașului Barcelona. Pe 20 iulie, cu revolta franchistă de la Barcelonadeja învinsă și CNT stăpână pe situația militară, mai ales după preluarea parcului San Andrés, principalii săi lideri s-au întâlnit cu președintele guvernului catalan, Lluís Companys⁠(d). Într-un al doilea interviu de a doua zi, după ședința plenară a federațiilor locale ale CNT, Durruti împreună cu alți principali lideri ai confederației au propus numirea unui Comitet Central al Milițiilor Antifasciste din Catalonia, legitimizat și învestit de organizațiile rămase. Acest comitet (format din libertarieni, republicani, naționaliști catalani și marxiști) devine adevărata putere în Catalonia, guvernul ratificând ulterior, de jure ceea ce decide Comitetul de facto.

În aceste prime luni de război au existat ciocniri continue între conducerea FAI și însuși Durruti. El cerea ca toate armele să fie trimise pe front, în timp ce liderii faiști preferau să le lase în spate; CNT⁠(d) și FAI au decis că trupele lor principale nu trebuie să meargă pe front pentru a conduce lupta, ci mai degrabă să fie păstrate pentru a lupta cu partidele politice care vor rămâne în perioada postbelică. După cum a spus Diego Abad de Santillán: „Împărțirea pielii ursului a avut prioritate, înainte de a îl vâna.” Acest aspect e recunoscut ulterior și de un raport al Comitetului Peninsular al FAI, în septembrie 1937: 
De asemenea, plătim scump pentru fidelitatea față de ideile noastre păstrate atât de mult timp. Ar fi putut oare oștile secesioniste să-și facă drumul de la Sevilla la Badajoz și de la Badajoz până la porțile Madridului, dacă nu ne-am fi opus atâta timp și atât de înverșunat organizării armatei de care aveam nevoie să luptăm împotriva inamicului? Milițiile noastre dezordonate, care țineau sesiuni plenare și adunări înainte de operațiuni, care discutau toate ordinele și refuzau adesea să le respecte, nu au putut face față formidabilului aparat militar pe care Germania și Italia l-au pus la dispoziție rebelilor. Durruti a fost primul care a inteles acest lucru si primul care a spus: Trebuie sa organizăm o armată; războiul este purtat de soldați, nu de anarhiști.

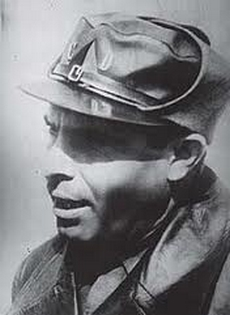
Durruti în uniformă de război

Sătul de disputele interne din Comitetul Milițiilor Antifasciste (unde era șef al departamentului de transport), cauzate de războiul civil, a decis să meargă pe front de partea republicană pentru a elibera Zaragoza, un alt mare centru urban anarhist, de la naționaliști. Se formează astfel celebra Coloană Durruti. Coloana, care nu are suficiente arme și cu atât mai puțin artilerie, nu este în măsură să asalteze Zaragoza și trebuie să se limiteze la a captura restul localităților prin care a trecut până acolo. În acestea, țăranii sunt lăsați liberi să facă revoluția: proprietarii sunt expropriați, iar pământurile lor sunt colectivizate, proprietatea privată este desființată și se instaurează comunismul libertarian. În luna noiembrie a aceluiași an, a mărșăluit până în Madrid cu coloana sa pentru a ajuta la oprirea ofensivei trupelor rebele.

### Moartea
În ziua de 19 noiembrie 1936, pe strada Isaac Peral din Madrid, la mai puțin de două ore după ce a acordat un interviu pentru știrile Partidului Comunist al Uniunii Sovietice (PCUS), a fost împușcat în piept cu un glonț de origine necunoscută. A fost dus în stare gravă la Hotelul Ritz, sediul spitalului de sânge al milițiilor catalane, unde a murit a doua zi. 
Autopsia a relevat că decesul s-a datorat rănii cauzate de un glonț de 9 mm lungime, care a pătruns în torace și a rănit organe importante. Trupul său a fost predat serviciilor funerare ale capitalei pentru îmbălsămare, urmând a fi transferat și îngropat la Barcelona. Moartea sa a fost inițial ascunsă populației și miliției pentru a evita descurajarea, dar vestea s-a răspândit rapid.

Zeci de mii de oameni au participat la înmormântarea lui din capitala catalană.

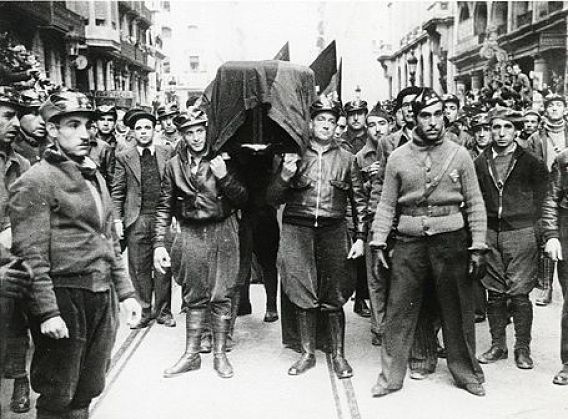
Înmormântarea lui Durruti, Barcelona, 23 noiembrie 1936

Moartea lui Durruti s-a produs în circumstanțe obscure care au dus în mod natural la apariția diferitelor ipoteze care să-i explice decesul. Potrivit CNT, a fost pur și simplu un «glonț fascist». Posturile de radio din zona franchistă au atribuit incidentul comuniștilor, care, la rândul lor, au susținut că vinovații au fost troțkiști sau chiar anarhiștii înșiși din cauza conflictului lor cu liderii apărării Madridului. Potrivit ziarului tradiționalist La Unión, însoțitorii săi din Barcelona l-au ucis pentru că nu au ajuns la un acord cu privire la distribuirea pradei obținute din jefuirea unor palate. S-a mai spus că a fost victima unor dezertori pe care el însuși încerca să-i oprească. De asemenea, se mai susține că a fost o lovitură din propria armă: unii susțin că și-a scăpat pistolul-mitralieră, în timp ce alții susțin că Durruti avea doar un pistol Colt. Deși Cipriano Mera⁠(d) comentează în favoarea versiunii oficiale, conform căreia Durruti a fost împușcat din Spitalul Clinic de către un naționalist, șoferul său a susținut șaizeci de ani mai târziu că a fost o moarte accidentală.
De fapt, atât anarhistul, cât și escorta sa erau înarmați cu o copie locală a pistolului-mitralieră MP 28⁠(d), care folosea proiectile lungi de 9 mm. Genul acesta de armă funcționează pe baza unui sistem cu chiulasă deschisă, care este foarte nesigur, deoarece o singură mișcare în direcția greșită este suficientă pentru ca arma să tragă accidental. 

## Studii
Buenaventura Durruti este una dintre marile referințe ale anarhismului spaniol. Există o abundență de scrieri despre figura sa, remarcându-se în acest sens, cu precădere, opera și studiile lui Abel Paz⁠(d).

### Cărți
- Durruti en la revolución española. Paz, Abel. Madrid: Fundación Anselmo Lorenzo (FAL), 2004. Nouă ediție adăugită, Fundación Anselmo Lorenzo, 2016.
- El corto verano de la anarquía: vida y muerte de Buenaventura Durruti (nuvelă). Enzensberger, Hans Magnus. Barcelona: Grijalbo, 1975.
- Durruti en el laberinto. Miguel Amorós. Bilbao, Editorial Muturreko Burutazioak, 2006. Nouă ediție adăugită, Editura Virus, 2014.
- Durruti 1986-1936. Rai Ferrer. Madrid: Editura Libertarias - Prodhufi, 1996.
- Durruti. Julio C. Arecete. Barcelona, Bruguera, 1975.
- El hombre que mató a Durruti. Pedro de Paz, ed. Germanía, 2004.
- La muerte de Durruti. Joan Llarch. Editura Plaza y Janés, 1976, Editura Aura, Barcelona 1973.
- Durruti. La furia libertaria. César Vidal, Editura Temas de Hoy, 1996.
- El lenguaje de los hechos. Ocho ensayos entorno a Buenaventura Durruti. Antonio Morales y Javier Ortega (coordonatori). Madrid, Libros de la Catarata, 1996.
- El devenir revolucionario de Buenaventura Durruti. Mercedes de los Santos y Javier Ortega. Editura Hiru, 1997.
- Lluvia de agosto (novela). Francisco Álvarez. Xixón, Editura Hoja de Lata, 2016.
- Buenaventura Durruti. El héroe del pueblo (colaj de citate, texte, cântece, imagini și scrisori). Madrid, Fundația Anselmo Lorenzo.
- Pepe Buenaventura Durruti (bandă desenată). Carlos Azagra (desenator), Encarna Revuelta (colorator) y Juanarete (îndrumător). GP Ediciones, 2019.

### Filme
- Buenaventura Durruti, anarquista. 1999. Regizat de Jean Louis Comolli, cu Albert Boadella, Els Joglars șiChicho Ferlosio.[25]
- Durruti en la Revolución Española (documentar). 1998. Regizat de Paco Ríos, scenariul de Abel Paz. Antorcha, 2016.